# Cmentarz żydowski w Cisnej
Cmentarz żydowski w Cisnej – został założony najpewniej w końcu XIX wieku, podczas II wojny światowej został zniszczony przez nazistów, którzy użyli macew do umocnienia drogi prowadzącej z Cisnej do Baligrodu. Po wojnie usunięto większość ocalałych nagrobków, a część terenu zaorano. Do naszych czasów zachowały się tylko dwa nagrobki.